# Francesco Corbetta
Francesco Corbetta, także Francisque Corbette (ur. około 1615–1620 w Pawii, zm. 1681 w Paryżu) – włoski kompozytor i gitarzysta.

## Życiorys
Początkowo działał na dworze książęcym w Mantui. Większość dorosłego życia spędził w Paryżu, dokąd został sprowadzony w 1656 roku przez kardynała Julesa Mazarina jako nauczyciel młodego króla Ludwika XIV. W okresie Restauracji przebywał w Londynie na dworze Karola II Stuarta. W 1669 roku jego obecność odnotowano ponownie w Paryżu, później wrócił do Anglii.
Za życia cieszył się sławą znakomitego gitarzysty. Jest autorem zbiorów kompozycji na gitarę barokową o pięciu chórach, w tym trzech w stylu włoskim (wyd. 1639, 1643, 1648) i dwóch w stylu francuskim (wyd. 1671, 1674).